# Renato Dirnei Florêncio
Renato Dirnei Florêncio Santos, conosciuto semplicemente come Renato (Santa Mercedes, 15 maggio 1979), è un ex calciatore brasiliano, centrocampista.
Possiede anche il passaporto italiano.

## Caratteristiche tecniche
Era un centrocampista che poteva ricoprire ogni ruolo del centrocampo, e all'occorrenza poteva anche ricoprire il ruolo di seconda punta.

## Carriera

### Nazionale
Con la Nazionale brasiliana ha collezionato 28 presenze senza reti dal suo debutto, avvenuto nel 2003 contro la Colombia.

## Statistiche

### Presenze e reti nei club
Statistiche aggiornate al termine della carriera da calciatore.
| Stagione        | Squadra         | Campionato      | Campionato | Campionato | Coppe nazionali | Coppe nazionali | Coppe nazionali | Coppe continentali | Coppe continentali | Coppe continentali | Altre coppe | Altre coppe | Altre coppe | Totale | Totale |
| Stagione        | Squadra         | Comp            | Pres       | Reti       | Comp            | Pres            | Reti            | Comp               | Pres               | Reti               | Comp        | Pres        | Reti        | Pres   | Reti   |
| --------------- | --------------- | --------------- | ---------- | ---------- | --------------- | --------------- | --------------- | ------------------ | ------------------ | ------------------ | ----------- | ----------- | ----------- | ------ | ------ |
| 1996            | Guarani         | A1/SP+A         | 1+3        | 0+0        | -               | -               | -               | -                  | -                  | -                  | -           | -           | -           | 4      | 0      |
| 1997            | Guarani         | A1/SP+A         | 8+0        | 0+0        | -               | -               | -               | -                  | -                  | -                  | -           | -           | -           | 8      | 0      |
| 1998            | Guarani         | A1/SP+A         | 10+12      | 0+1        | -               | -               | -               | -                  | -                  | -                  | -           | -           | -           | 22     | 1      |
| 1999            | Guarani         | A1/SP+A         | 15+22      | 1+4        | CB              | 6               | 0               | -                  | -                  | -                  | SL          | 2           | 0           | 45     | 5      |
| gen. -giu.2000  | Guarani         | A1/SP+A         | 21+0       | 2+0        | CB              | 3               | 0               | -                  | -                  | -                  | -           | -           | -           | 24     | 2      |
| Totale Guarani  | Totale Guarani  | Totale Guarani  | 55+37      | 3+5        |                 | 9               | 0               |                    | -                  | -                  |             | 2           | 0           | 103    | 8      |
| giu. -dic.2000  | Santos          | A1/SP+A         | 0+23       | 0+0        | CB              | -               | -               | -                  | -                  | -                  | -           | -           | -           | 23     | 0      |
| 2001            | Santos          | A1/SP+A         | 15+24      | 3+1        | CB              | 4               | 1               | -                  | -                  | -                  | RSP         | 6           | 1           | 49     | 6      |
| 2002            | Santos          | A               | 31         | 2          | CB              | 1               | 0               | -                  | -                  | -                  | RSP         | 9           | 0           | 41     | 2      |
| 2003            | Santos          | A1/SP+A         | 6+44       | 0+9        | CB              | -               | -               | CL+CS              | 13+5               | 1+0                | -           | -           | -           | 68     | 10     |
| gen. -lug.2004  | Santos          | A1/SP+A         | 13+5       | 4+0        | CB              | -               | -               | CL                 | 9                  | 1                  | -           | -           | -           | 27     | 5      |
| 2004-2005       | Siviglia        | PD              | 33         | 3          | CR              | 4               | 0               | CU                 | 7                  | 1                  | -           | -           | -           | 44     | 4      |
| 2005-2006       | Siviglia        | PD              | 21         | 1          | CR              | 1               | 0               | CU                 | 9                  | 0                  | -           | -           | -           | 31     | 1      |
| 2006-2007       | Siviglia        | PD              | 33         | 4          | CR              | 6               | 0               | CU                 | 8                  | 1                  | SU          | 1           | 1           | 48     | 6      |
| 2007-2008       | Siviglia        | PD              | 28         | 4          | CR              | 4               | 0               | UCL                | 6                  | 2                  | SS+SU       | 2+1         | 2+1         | 41     | 9      |
| 2008-2009       | Siviglia        | PD              | 32         | 8          | CR              | 8               | 0               | CU                 | 5                  | 2                  | -           | -           | -           | 45     | 10     |
| 2009-2010       | Siviglia        | PD              | 33         | 4          | CR              | 7               | 1               | UCL                | 5                  | 1                  | -           | -           | -           | 45     | 6      |
| 2010-2011       | Siviglia        | PD              | 24         | 2          | CR              | 3               | 1               | UCL+UEL            | 2+2                | 0                  | SS          | 1           | 0           | 32     | 3      |
| Totale Siviglia | Totale Siviglia | Totale Siviglia | 204        | 26         |                 | 33              | 2               |                    | 44                 | 7                  |             | 5           | 4           | 286    | 39     |
| mag. -dic.2011  | Botafogo        | A/RJ+A          | 0+28       | 0+1        | -               | -               | -               | -                  | -                  | -                  | -           | -           | -           | 28     | 1      |
| 2012            | Botafogo        | A/RJ+A          | 19+28      | 2+0        | CB              | 5               | 1               | CS                 | 2                  | 1                  | -           | -           | -           | 54     | 4      |
| 2013            | Botafogo        | A/RJ+A          | 4+23       | 0+1        | CB              | 6               | 0               | -                  | -                  | -                  | -           | -           | -           | 33     | 1      |
| gen. -mag.2014  | Botafogo        | A/RJ+A          | 9+0        | 1+0        | CB              | -               | -               | CL                 | 2                  | 0                  | -           | -           | -           | 11     | 1      |
| Totale Botafogo | Totale Botafogo | Totale Botafogo | 32+79      | 3+2        |                 | 11              | 1               |                    | 4                  | 1                  |             | -           | -           | 126    | 7      |
| mag. -dic.2014  | Santos          | A1/SP+A         | 0+11       | 0+0        | CB              | 3               | 0               | -                  | -                  | -                  | -           | -           | -           | 14     | 0      |
| 2015            | Santos          | A1/SP+A         | 17+25      | 2+0        | CB              | 11              | 0               | -                  | -                  | -                  | -           | -           | -           | 53     | 2      |
| 2016            | Santos          | A1/SP+A         | 16+38      | 0+2        | CB              | 5               | 1               | -                  | -                  | -                  | -           | -           | -           | 59     | 3      |
| 2017            | Santos          | A1/SP+A         | 6+23       | 0+0        | CB              | 3               | 0               | CL                 | 8                  | 1                  | -           | -           | -           | 40     | 1      |
| 2018            | Santos          | A1/SP+A         | 9+17       | 1+1        | CB              | 2               | 0               | CL                 | 4                  | 0                  | -           | -           | -           | 32     | 2      |
| Totale Santos   | Totale Santos   | Totale Santos   | 82+241     | 10+15      |                 | 29              | 2               |                    | 39                 | 3                  |             | 15          | 1           | 406    | 31     |
| Totale carriera | Totale carriera | Totale carriera | 730        | 64         |                 | 82              | 5               |                    | 87                 | 11                 |             | 22          | 5           | 921    | 85     |

### Cronologia presenze e reti in nazionale
| Cronologia completa delle presenze e delle reti in nazionale ― Brasile | Cronologia completa delle presenze e delle reti in nazionale ― Brasile | Cronologia completa delle presenze e delle reti in nazionale ― Brasile | Cronologia completa delle presenze e delle reti in nazionale ― Brasile | Cronologia completa delle presenze e delle reti in nazionale ― Brasile | Cronologia completa delle presenze e delle reti in nazionale ― Brasile | Cronologia completa delle presenze e delle reti in nazionale ― Brasile | Cronologia completa delle presenze e delle reti in nazionale ― Brasile |
| Data                                                                   | Città                                                                  | In casa                                                                | Risultato                                                              | Ospiti                                                                 | Competizione                                                           | Reti                                                                   | Note                                                                   |
| ---------------------------------------------------------------------- | ---------------------------------------------------------------------- | ---------------------------------------------------------------------- | ---------------------------------------------------------------------- | ---------------------------------------------------------------------- | ---------------------------------------------------------------------- | ---------------------------------------------------------------------- | ---------------------------------------------------------------------- |
| 7-9-2003                                                               | Barranquilla                                                           | Colombia                                                               | 1 – 2                                                                  | Brasile                                                                | Qual. Mondiali 2006                                                    | -                                                                      | 60’                                                                    |
| 10-9-2003                                                              | Manaus                                                                 | Brasile                                                                | 1 – 0                                                                  | Ecuador                                                                | Qual. Mondiali 2006                                                    | -                                                                      | 62’                                                                    |
| 16-11-2003                                                             | Lima                                                                   | Perù                                                                   | 1 – 1                                                                  | Brasile                                                                | Qual. Mondiali 2006                                                    | -                                                                      | 62’                                                                    |
| 19-11-2003                                                             | Curitiba                                                               | Brasile                                                                | 3 – 3                                                                  | Uruguay                                                                | Qual. Mondiali 2006                                                    | -                                                                      | 79’                                                                    |
| 31-3-2004                                                              | Asunción                                                               | Paraguay                                                               | 0 – 0                                                                  | Brasile                                                                | Qual. Mondiali 2006                                                    | -                                                                      | 63’                                                                    |
| 8-7-2004                                                               | Arequipa                                                               | Brasile                                                                | 1 – 0                                                                  | Cile                                                                   | Coppa America 2004 - 1º turno                                          | -                                                                      |                                                                        |
| 11-7-2004                                                              | Arequipa                                                               | Brasile                                                                | 4 – 1                                                                  | Costa Rica                                                             | Coppa America 2004 - 1º turno                                          | -                                                                      |                                                                        |
| 14-7-2004                                                              | Arequipa                                                               | Brasile                                                                | 1 – 2                                                                  | Paraguay                                                               | Coppa America 2004 - 1º turno                                          | -                                                                      |                                                                        |
| 18-7-2004                                                              | Piura                                                                  | Messico                                                                | 0 – 4                                                                  | Brasile                                                                | Coppa America 2004 - Quarti di finale                                  | -                                                                      |                                                                        |
| 21-7-2004                                                              | Lima                                                                   | Brasile                                                                | 1 – 1 dts (5 – 3 dtr)                                                  | Uruguay                                                                | Coppa America 2004 - Semifinale                                        | -                                                                      |                                                                        |
| 25-7-2004                                                              | Lima                                                                   | Argentina                                                              | 2 – 2 dts (2 – 4 dtr)                                                  | Brasile                                                                | Coppa America 2004 - Finale                                            | -                                                                      | [ 2 ]                                                                  |
| 18-8-2004                                                              | Port-au-Prince                                                         | Haiti                                                                  | 0 – 6                                                                  | Brasile                                                                | Amichevole                                                             | -                                                                      | 46’                                                                    |
| 4-9-2004                                                               | San Paolo                                                              | Brasile                                                                | 3 – 1                                                                  | Bolivia                                                                | Qual. Mondiali 2006                                                    | -                                                                      | 60’                                                                    |
| 8-9-2004                                                               | Berlino                                                                | Germania                                                               | 1 – 1                                                                  | Brasile                                                                | Amichevole                                                             | -                                                                      | 61’                                                                    |
| 9-10-2004                                                              | Maracaibo                                                              | Venezuela                                                              | 2 – 5                                                                  | Brasile                                                                | Qual. Mondiali 2006                                                    | -                                                                      |                                                                        |
| 13-10-2004                                                             | Maceió                                                                 | Brasile                                                                | 0 – 0                                                                  | Colombia                                                               | Qual. Mondiali 2006                                                    | -                                                                      |                                                                        |
| 17-11-2004                                                             | Quito                                                                  | Ecuador                                                                | 1 – 0                                                                  | Brasile                                                                | Qual. Mondiali 2006                                                    | -                                                                      |                                                                        |
| 9-2-2005                                                               | Hong Kong                                                              | Hong Kong                                                              | 1 – 7                                                                  | Brasile                                                                | Carlsberg Cup                                                          | -                                                                      | 75’                                                                    |
| 27-3-2005                                                              | Goiânia                                                                | Brasile                                                                | 1 – 0                                                                  | Perù                                                                   | Qual. Mondiali 2006                                                    | -                                                                      | 84’                                                                    |
| 30-3-2005                                                              | Montevideo                                                             | Uruguay                                                                | 1 – 1                                                                  | Brasile                                                                | Qual. Mondiali 2006                                                    | -                                                                      | 68’                                                                    |
| 8-6-2005                                                               | Buenos Aires                                                           | Argentina                                                              | 3 – 1                                                                  | Brasile                                                                | Qual. Mondiali 2006                                                    | -                                                                      | 61’                                                                    |
| 16-6-2005                                                              | Lipsia                                                                 | Brasile                                                                | 3 – 0                                                                  | Grecia                                                                 | Conf. Cup 2005 - 1º turno                                              | -                                                                      | 71’                                                                    |
| 19-6-2005                                                              | Hannover                                                               | Messico                                                                | 1 – 0                                                                  | Brasile                                                                | Conf. Cup 2005 - 1º turno                                              | -                                                                      | 66’                                                                    |
| 22-6-2005                                                              | Colonia                                                                | Giappone                                                               | 2 – 2                                                                  | Brasile                                                                | Conf. Cup 2005 - 1º turno                                              | -                                                                      | 62’                                                                    |
| 25-6-2005                                                              | Norimberga                                                             | Germania                                                               | 2 – 3                                                                  | Brasile                                                                | Conf. Cup 2005 - Semifinale                                            | -                                                                      | 78’                                                                    |
| 29-6-2005                                                              | Francoforte sul Meno                                                   | Brasile                                                                | 4 – 1                                                                  | Argentina                                                              | Conf. Cup 2005 - Finale                                                | -                                                                      | 86’                                                                    |
| 17-8-2005                                                              | Spalato                                                                | Croazia                                                                | 1 – 1                                                                  | Brasile                                                                | Amichevole                                                             | -                                                                      | 66’                                                                    |
| 9-10-2005                                                              | La Paz                                                                 | Bolivia                                                                | 1 – 1                                                                  | Brasile                                                                | Qual. Mondiali 2006                                                    | -                                                                      | 58’                                                                    |
| Totale                                                                 |                                                                        | Presenze                                                               | 28                                                                     |                                                                        | Reti                                                                   | 0                                                                      |                                                                        |

## Palmarès

### Club

#### Competizioni nazionali
- Campionato brasiliano: 1

Santos: 2002
- Coppa di Spagna: 2

Siviglia: 2006-2007, 2009-2010
- Supercoppa di Spagna: 1

Siviglia: 2007

#### Competizioni internazionali
- Coppa UEFA: 2

Siviglia: 2005-2006, 2006-2007
- Supercoppa UEFA: 1

Siviglia: 2006

### Nazionale
- Coppa America: 1

2004
- Confederations Cup: 1

2005

### Individuale
- Bola de Ouro: 1

2003